# Benjamin Disraeli
Benjamin Disraeli, lord Beaconsfield, britanski politik in pisatelj, * 21. december 1804, London, Anglija † 19. april 1881, London, Anglija.

## Politika
Bil je eden od vodilnih britanskih politikov in igral je pomembno vlogo pri ustanovitvi britanske konservativne stranke (toryjcev). Dvakrat je bil izvoljen za predsednika vlade. Proslavil se je kot izjemen, dramatičen govorec, označili so ga  kot najboljšega retorika spodnjega doma. Njegovo življenje je bilo zaznamovano z razvpitim rivalstvom z uglednim politikom in predsednikom liberalske stranke Williamom Ewartom Gladstonom in z dobrim prijateljstvom z britansko kraljico Viktorijo I.
Njegova politika je bila orientirana k utrjevanju Britanskega imperija. Njegova zunanja politika je bila ena od bolj agresivnih, saj je hotel ustaviti ruski imperializem in pokoriti Osmansko cesarstvo. Britanskemu imperiju je priključil otoke Fidži, pridobili so delnice Sueškega prekopa, kronali so kraljico Viktorijo I. kot prvo cesarico Indije in začele so se kolonialne vojne v Afganistanu ter južni Afriki.
Disraeli je bil edini britanski premier judovskega rodu in tudi edini, ki je prejel častni naziv pred koncem mandata. Dvakrat (1871 in 1877) je bil rektor Univerze v Glasgowu, funkcijo je opravljal hkrati z drugim mandatom predsednika vlade.
Leta 1835 je kandidiral v okrožju Maidstone kot član konservativne stranke, za katero je kasneje objavil manifest Obramba angleške ustave v obliki pisma plemenitemu Lordu. Izvoljen je bil v spodnji dom. V parlamentu so ga najprej izživižgali, kasneje pa je pridobil spoštovanje drugih članov parlamenta.
Leta 1841 je na veliko nezadovoljstvo kraljice pomagal zrušiti liberalni kabinet pod vodstvom lorda Melbourna. Septembra istega leta je položaj predsednika vlade zavzel sir Robert Peel, član konservativne stranke. Disraeli je pričakoval, da bo imenovan za ministra, a je nekaj vplivnih članov stranke zagrozilo, da bodo izstopili, če se Disraeli pridruži vladi, Peel ga ni imenoval za ministra.
Znotraj konservativne stranke se je pojavilo gibanje Mlada Anglija. Zagovarjali so protekcionizem, angleško kmetijstvo in britanske verske tradicije. Leta 1846 sta Disraeli in vodja Mlade Anglije lord John Bentinck zrušila takratno vlado in sir John Russell je oblikoval novo. S padcem Peela in nenadno smrtjo Johna Benticka je Benjamin Disraeli postal vodja konservativne opozicije v spodnjem domu.    
Leta 1852 je na oblast prišel konservativec lord Stanley in Disraelija imenoval za ministra za finance. Gladstone, ki je bil na finančnem področju veliko bolj izkušen, je Disraelija ostro napadel. Disraelijeve napake so pripomogle k padcu konservativne vlade. Za premiera je bil imenovan liberalec George Hamilton-Gordon, Gladstone pa spet za ministra za finance. Nova vlada je vpletla Anglijo v krimsko vojno, ki ji je Disraeli močno nasprotoval.   
Leta 1868 je bil prvič izvoljen kot predsednik vlade.  Še danes velja za enega od »najboljših predsednikov vlade v zgodovini Združenega kraljestva«. 

## Življenje
Bil je sin pisatelja in učenjaka Isaaca D’Israelija. Njegovi biografi menijo, da je bil potomec italijanskih sefardskih Judov. Disraeli je trdil, da so bili njegovi predniki Portugalci, ki so bili leta 1492 izgnani iz Iberskega polotoka.  Leta 1492 je namreč španski katoliški kraljevi par izgnal Jude iz svojega kraljestva in ti so emigrirali po Evropi v dveh valovih; prvi je šel v Otomansko cesarstvo, drugi pa v krščanske evropske države, kot so Severna Italija, Nizozemska in kasneje tudi Anglija, Poljska in Rusija. Pri trinajstih letih je bil krščen v anglikanski cerkvi in tako spreobrnjen v kristjana. 
Imel zelo drag okus, rad je imel družabna srečanja v visoki družbi in modna oblačila. Mnogi nasprotniki so ga napadali zaradi razsipniškega življenjskega stila, ki je vključeval tudi afere s poročenimi ženskami. Upniki nenehno za petami, vendar se jim se uspešno izogibal.
Bil je zelo prijeten in izobražen. Pridobil je pomembne prijatelje, med drugim tudi Napoleona III. in družino Rothschild. Ta prijateljstva so mu pomagala rešiti finančne težave in nenazadnje tudi politično kariero. Leta 1831 se je odpravil na dolgo potovanje po Sredozemlju in Bližnjem vzhodu, na katerem je spoznal, da je bil rojen za velike stvari, in sklenil v svetu zasesti pomembno mesto.
Bil je velik anglofil, vendar so njegove judovske korenine nasprotnikom služile, ko so ga poskušali diskreditirati v družbenem in političnem življenju. Njegov oče ni hotel biti član judovske skupnosti, judovski veri se je odpovedal s krstom v anglikanski cerkvi, Benjamin pa je bil na svoj rod ponosen: "Judje so od Boga izbrano ljudstvo. Njihova zgodovina, kultura in vera je veliko starejša od evropejske, poleg tega pa imajo Judje v svoji dediščini orientalske modrosti."
Leta 1839 se je poročil z 20 let starejšo Mary Ann Whyndham. Bila je pomembna članica britanske družbe, intelektualka in zelo bogata. Zakon je spodbudil njegovo pisateljsko in politično kariero. Ljubkovalno jo je imenoval "The perfect woman" (popolna ženska). Zakonca nista imela otrok.
Po ženini smrti je tolažbo našel pri dveh ženskah; Lady Bradford in Lady Chesterfield, vendar nobena ni zapolnila praznine, ki jo je zapustila njegova žena.  

## Disraeli in Slovenci
Disraeli se je z Balkanom seznanil na dolgem potovanju po Sredozemlju leta 1830. Predvsem je bil navdušen nad Albanijo in albanskimi običaji. Dve leti po potovanju je napisal povest Vstaja Škenderbegova, ki govori o albanskem princu in narodnem heroju Gjergju Kastriotu, bolj poznanem kot Skenderbeg, ki se je boril proti Turkom. Zanimivo je, da je Skenderbega v povesti upodobil kot grškega princa in ne albanskega (kljub temu da je zelo občudoval albanski narod). Sicer pa se je albanska narodna zavest začela prebujati šele petdeset let po izidu povesti. V času izida povesti so v tem prostoru vse kristjane načeloma označevali kot Grke, muslimane pa kot Turke.
Na Slovenskem je prvi omenil Disraelija Valentin Zarnik leta 1870 kot splošno poznano politično in literarno figuro.
Disraeli ni bil zavezan zgodovinskim dejstvom. Vstaja Škenderbegova je sentimentalna povest, ki je ugajala okusu takratnega bralstva. Izhajala je na začetku 20. stoletja pri časopisu Slovenec. Sicer Disraeli zaradi nasprotovanja Rusom in simpatiziranja z Osmanskim cesarstvom pri Slovencih ni bil zelo priljubljen. Ob njegovi smrti so v časopisu Slovenski narod zapisali: »Mož je bil jeden tistih svetovnih talentov, katere mora spoštovati prijatelj in tudi nasprotnik. Genialen je bil politik, kakor tudi pisatelj. [...] Nam Slovanom bil je Beaconsfield jeden najljutejših nasprotnikov in vse moči svojega življenja posvetil je v to, da bi se na nogah ohranila Turčija in da bi se zastavile steze slovanskemu napredku. Njegove smrti obžalovati nemamo torej nikakega vzroka.“
Od Slovencev je bil v času bivanja na Angleškem v Disraelijev družabni krog sprejet vzgojitelj in publicist Pavel Turner.